# Municipio de Tutrakan
El municipio de Tutrakan (búlgaro: Община Тутракан) es un municipio búlgaro perteneciente a la provincia de Silistra.
En 2011 tiene 15 374 habitantes, el 63,2% búlgaros, el 25,12% turcos y el 4,83% gitanos. La mitad de la población vive en la capital municipal Tutrakan.
Se ubica en la esquina occidental de la provincia. Su término municipal es al norte fronterizo con Rumania a través del río Danubio, mientras que por el oeste es limítrofe con la provincia de Ruse y al sur con la provincia de Razgrad.

## Localidades
| Localidad   | Cirílico   | Población (diciembre de 2009) |
| ----------- | ---------- | ----------------------------- |
| Tutrakan    | Тутракан   | 9476                          |
| Antimovo    | Антимово   | 60                            |
| Belitsa     | Белица     | 612                           |
| Brenitsa    | Бреница    | 234                           |
| Dunavets    | Дунавец    | 20                            |
| Nova Cherna | Нова Черна | 1763                          |
| Pozharevo   | Пожарево   | 129                           |
| Preslavtsi  | Преславци  | 574                           |
| Staro Selo  | Старо село | 997                           |
| Shumentsi   | Шуменци    | 548                           |
| Syanovo     | Сяново     | 112                           |
| Tarnovtsi   | Търновци   | 447                           |
| Tsar Samuil | Цар Самуил | 1486                          |
| Tsarev Dol  | Царев дол  | 81                            |
| Varnentsi   | Варненци   | 381                           |
| Total       |            | 16 920                        |